# Joseph Kakou Aka
Mons. Joseph Kakou Aka (* 17. srpna 1967, Assinie-Mafia) je římskokatolický duchovní z Pobřeží slonoviny a biskup Yamoussoukra.

## Život
Narodil se 17. srpna 1967 v Assinie.
Po základní škole nastoupil do nižšího semináře v Yopougonu a poté do Regionálního vyššího semináře svatého Petra Cape Coas v Ghaně. Má bakalářský titul sociologie z Ghanské univerzity.
Dne 23. července 1994 byl vysvěcen na kněze a inkardinován do diecéze Grand-Bassam. Poté se stal kaplanem a následně farářem ve farnosti svatého Antonína Paduánského v Moossou. V letech 1999-2001 studoval na Katolické univerzitě Západní Afriky biblickou teologii, kde získal licenciát. Roku 2001 se stal dočasným sekretářem Biskupské konference Pobřeží slonoviny, kterým byl do roku 2002. 
Získal licenciát z biblické exegeze na Papežském biblickém institutu v Římě (2002-2006). Po studiu v Římě se stal ředitelem Biblického apoštolátu. V letech 2012-2018 byl sekretářem adjunktem Regionální biskupské konference Západní Afriky a poté jejím generálním sekretářem.
Dne 28. prosince 2022 jej papež František jmenoval biskupem diecéze Yamoussoukro. Biskupské svěcení přijal 18. února 2023 z rukou kardinála Fridolina Ambongo Besungu a spolusvětiteli byli arcibiskup Paul-Siméon Ahouanan Djro a biskup Raymond Ahoua.